# 柔弱指蛛
柔弱指蛛（学名：Bathyphantes gracilis）为皿蛛科指蛛属的动物。分布于欧洲以及中国大陆的新疆、吉林等地，多栖息于土块、土缝间。该物种的模式产地在欧洲。
其种加词来源于拉丁文“gracilis”，意为“纤细的”。